# Villásfarkú tirannusz
A villásfarkú tirannusz (Milvulus tyrannus) a madarak osztályának a verébalakúak (Passeriformes) rendjébe, a királygébicsfélék (Tyrannidae) családjába tartozó Milvulus nem egyetlen faja.

## Rendszerezés
Besorolása vitatott, Tello et al. (2009) javaslatára került külön nembe, előtte a Tyrannus nembe tartozott Tyrannus savana néven, a változtatást a szakemberek egy része még nem fogadta el.

## Előfordulása
Mexikótól, Közép-Amerikán és Dél-Amerikán keresztül a Falkland-szigetekig honos. Az alföldek lakója.

## Alfajai
- Milvulus tyrannus savana
- Milvulus tyrannus circumdatus
- Milvulus tyrannus monachus
- Milvulus tyrannus sanctaemartae

## Megjelenése
Testhossza 37-40 centiméter, testtömege 28-32 gramm. Fekete sapkájának a tetején sárga foltot visel. Hosszú, osztott, villás farka van.
|  |  |

## Életmódja
Repülő rovarokra vadászik, de esetenként a gyümölcsöt is elfogyasztja. Télen nagyobb csapatokba verődik.

## Szaporodása
Fákra, vagy bokrokra építi csésze alakú fészkét. Fészekalja 2-3 tojásból áll.